# Siorac-en-Périgord
Siorac-en-Périgord est une commune française située dans le département de la Dordogne, en région Nouvelle-Aquitaine.

## Géographie

### Généralités
La commune est implantée dans le Périgord noir sur les rives de la Dordogne.
Accès SNCF par la gare de Siorac-en-Périgord et par la route départementale 710.

### Communes limitrophes
Siorac-en-Périgord est limitrophe de sept autres communes. Au sud, son territoire est distant d'environ 250 mètres de celui de Saint-Pardoux-et-Vielvic.
| Le Buisson-de-Cadouin | Coux et Bigaroque-Mouzens | Marnac                  |
|                       | Siorac-en-Périgord        | Saint-Germain-de-Belvès |
| Urval                 | Monplaisant               | Sagelat                 |

### Géologie et relief

#### Géologie
Situé sur la plaque nord du Bassin aquitain et bordé à son extrémité nord-est par une frange du Massif central, le département de la Dordogne présente une grande diversité géologique. Les terrains sont disposés en profondeur en strates régulières, témoins d'une sédimentation sur cette ancienne plate-forme marine. Le département peut ainsi être découpé sur le plan géologique en quatre gradins différenciés selon leur âge géologique. Siorac-en-Périgord est située dans le troisième gradin à partir du nord-est, un plateau formé de calcaires hétérogènes du Crétacé.
Les couches affleurantes sur le territoire communal sont constituées de formations superficielles du Quaternaire et de roches sédimentaires datant pour certaines du Cénozoïque, et pour d'autres du Mésozoïque. La formation la plus ancienne, notée c4b-c, date du Santonien moyen à supérieur, composée de calcaire crayo-glauconieux avec niveaux à huîtres (P. vesicularis), devenant au sommet plus grossier à silex et rudistes (formation de Saint-Félix-de-Reillac), faciès pouvant évoluer vers des sables fins et grès carbonatés à rudistes. La formation la plus récente, notée CFp, fait partie des formations superficielles de type colluvions indifférenciées de versant, de vallon et plateaux issues d'alluvions, molasses, altérites. Le descriptif de ces couches est détaillé dans  les feuilles « no 807 - Le Bugue » et « no 831 - Belvès » de la carte géologique au 1/50 000 de la France métropolitaine, et leurs notices associées,.

Carte géologique de Siorac-en-Périgord.

#### Relief et paysages
Le département de la Dordogne se présente comme un vaste plateau incliné du nord-est (491 m, à la forêt de Vieillecour dans le Nontronnais, à Saint-Pierre-de-Frugie) au sud-ouest (2 m à Lamothe-Montravel). L'altitude du territoire communal varie quant à elle entre 46 mètres et 193 mètres,.
Dans le cadre de la Convention européenne du paysage entrée en vigueur en France le 1er juillet 2006, renforcée par la loi du 8 août 2016 pour la reconquête de la biodiversité, de la nature et des paysages, un atlas des paysages de la Dordogne a été élaboré sous maîtrise d’ouvrage de l’État et publié en octobre 2020. Les paysages du département s'organisent en huit unités paysagères,. La commune fait partie du Périgord noir, un paysage vallonné et forestier, qui ne s’ouvre que ponctuellement autour de vallées-couloirs et d’une multitude de clairières de toutes tailles. Il s'étend du nord de la Vézère au sud de la Dordogne (en amont de Lalinde) et est riche d’un patrimoine exceptionnel.
La superficie cadastrale de la commune publiée par l'Insee, qui sert de référence dans toutes les statistiques, est de 11,77 km2,,. La superficie géographique, issue de la BD Topo, composante du Référentiel à grande échelle produit par l'IGN, est quant à elle de 11,72 km2.

### Hydrographie

#### Réseau hydrographique

Réseaux hydrographique et routier de Siorac-en-Périgord.

La commune est située dans le bassin de la Dordogne au sein du Bassin Adour-Garonne. Elle est drainée par la Dordogne, la Nauze, la Vallée, le Raunel, le ruisseau de Brande, le ruisseau de Font Caude et par divers petits cours d'eau, qui constituent un réseau hydrographique de 19 km de longueur totale,.
La Dordogne, d'une longueur totale de 483,1 km, prend naissance sur les flancs du puy de Sancy (1 885 m), dans la chaîne des monts Dore, traverse six départements dont la Dordogne dans sa partie sud, et conflue avec la Garonne à Bayon-sur-Gironde, pour former l'estuaire de la Gironde,. Elle borde la commune au nord sur six kilomètres et demi, face à Coux et Bigaroque-Mouzens et Le Buisson-de-Cadouin.
La Nauze, d'une longueur totale de 17,59 km, prend sa source dans la commune de Mazeyrolles et se jette dans la Dordogne en rive gauche à Siorac-en-Périgord, face à Coux et Bigaroque-Mouzens,. Elle traverse le territoire communal du sud-est au nord sur plus de quatre kilomètres.
La Vallée, d'une longueur totale de 11,33 km, prend sa source dans la commune de Saint-Laurent-la-Vallée et se jette dans la Nauze en rive droite à Siorac-en-Périgord. Elle arrose l'est de la commune sur plus d'un kilomètre dont la moitié sert de limite naturelle face à Sagelat.
Le Raunel, affluent de rive gauche de la Nauze, marque la limite territoriale au sud-est sur près de 500 mètres, en limite de Monplaisant.
Le ruisseau de Brande, affluent de rive gauche de la Dordogne borde brièvement la commune au nord-ouest sur 400 mètres, face à Urval et Le Buisson-de-Cadouin.
Son affluent de rive droite le ruisseau de Font Caude baigne le nord-ouest du territoire communal sur près de deux kilomètres.

#### Gestion et qualité des eaux
Le territoire communal est couvert par le schéma d'aménagement et de gestion des eaux (SAGE) « Dordogne amont ». Ce document de planification, dont le territoire s'étend des sources de la Dordogne jusqu'à la confluence de la Vézère à Limeuil, d'une superficie de 9 700 km2 est en cours d'élaboration. La structure porteuse de l'élaboration et de la mise en œuvre est l'établissement public territorial de bassin de la Dordogne (EPIDOR). Il définit sur son territoire les objectifs généraux d’utilisation, de mise en valeur et de protection quantitative et qualitative des ressources en eau superficielle et souterraine, en respect des objectifs de qualité définis dans le troisième SDAGE  du Bassin Adour-Garonne qui couvre la période 2022-2027, approuvé le 10 mars 2022.
La qualité des eaux de baignade et des cours d’eau peut être consultée sur un site dédié géré par les agences de l’eau et l’Agence française pour la biodiversité.

### Climat
Pour des articles plus généraux, voir Climat de la Nouvelle-Aquitaine et Climat de la Dordogne.
Historiquement, la commune est exposée à un climat océanique aquitain.  
En 2020, Météo-France publie une typologie des climats de la France métropolitaine dans laquelle la commune est exposée à un climat océanique altéré et est dans la région climatique  Aquitaine, Gascogne, caractérisée par une pluviométrie abondante au printemps, modérée en automne, un faible ensoleillement au printemps, un été chaud (19,5 °C), des vents faibles, des brouillards fréquents en automne et en hiver et des orages fréquents en été (15 à 20 jours).
Pour la période 1971-2000, la température annuelle moyenne est de 13 °C, avec  une amplitude thermique annuelle de 15,3 °C. Le cumul annuel moyen de précipitations est de 862 mm, avec 11,5 jours de précipitations en janvier et 7,1 jours en juillet. Pour la période 1991-2020, la température moyenne annuelle observée sur la station météorologique la plus proche, située sur la commune de Pays de Belvès à 5 km à vol d'oiseau, est de 13,0 °C et le cumul annuel moyen de précipitations est de 888,2 mm,. Pour l'avenir, les paramètres climatiques de la commune estimés pour 2050 selon différents scénarios d’émission de gaz à effet de serre sont consultables sur un site dédié publié par Météo-France en novembre 2022.

### Milieux naturels et biodiversité

#### Natura 2000
La Dordogne est un site du réseau Natura 2000 limité aux départements de la Dordogne et de la Gironde, et qui concerne les 104 communes riveraines de la Dordogne, dont Siorac-en-Périgord,. Seize espèces animales et une espèce végétale inscrites à l'annexe II de la directive 92/43/CEE de l'Union européenne y ont été répertoriées.

#### ZNIEFF
Siorac-en-Périgord fait partie des 102 communes concernées par la zone naturelle d'intérêt écologique, faunistique et floristique (ZNIEFF) de type II « La Dordogne »,, dans laquelle ont été répertoriées huit espèces animales déterminantes et cinquante-sept espèces végétales déterminantes, ainsi que quarante-trois autres espèces animales et trente-neuf autres espèces végétales.

## Urbanisme

### Typologie
Au 1er janvier 2024, Siorac-en-Périgord est catégorisée commune rurale à habitat dispersé, selon la nouvelle grille communale de densité à 7 niveaux définie par l'Insee en 2022.
Elle est située hors unité urbaine et hors attraction des villes,.

### Occupation des sols
L'occupation des sols de la commune, telle qu'elle ressort de la base de données européenne d’occupation biophysique des sols Corine Land Cover (CLC), est marquée par l'importance des territoires agricoles (69,5 % en 2018), en diminution par rapport à 1990 (71,1 %). La répartition détaillée en 2018 est la suivante : 
terres arables (32,3 %), zones agricoles hétérogènes (24 %), forêts (19,8 %), prairies (13,2 %), eaux continentales (6,1 %), zones urbanisées (4,5 %). L'évolution de l’occupation des sols de la commune et de ses infrastructures peut être observée sur les différentes représentations cartographiques du territoire : la carte de Cassini (XVIIIe siècle), la carte d'état-major (1820-1866) et les cartes ou photos aériennes de l'IGN pour la période actuelle (1950 à aujourd'hui).

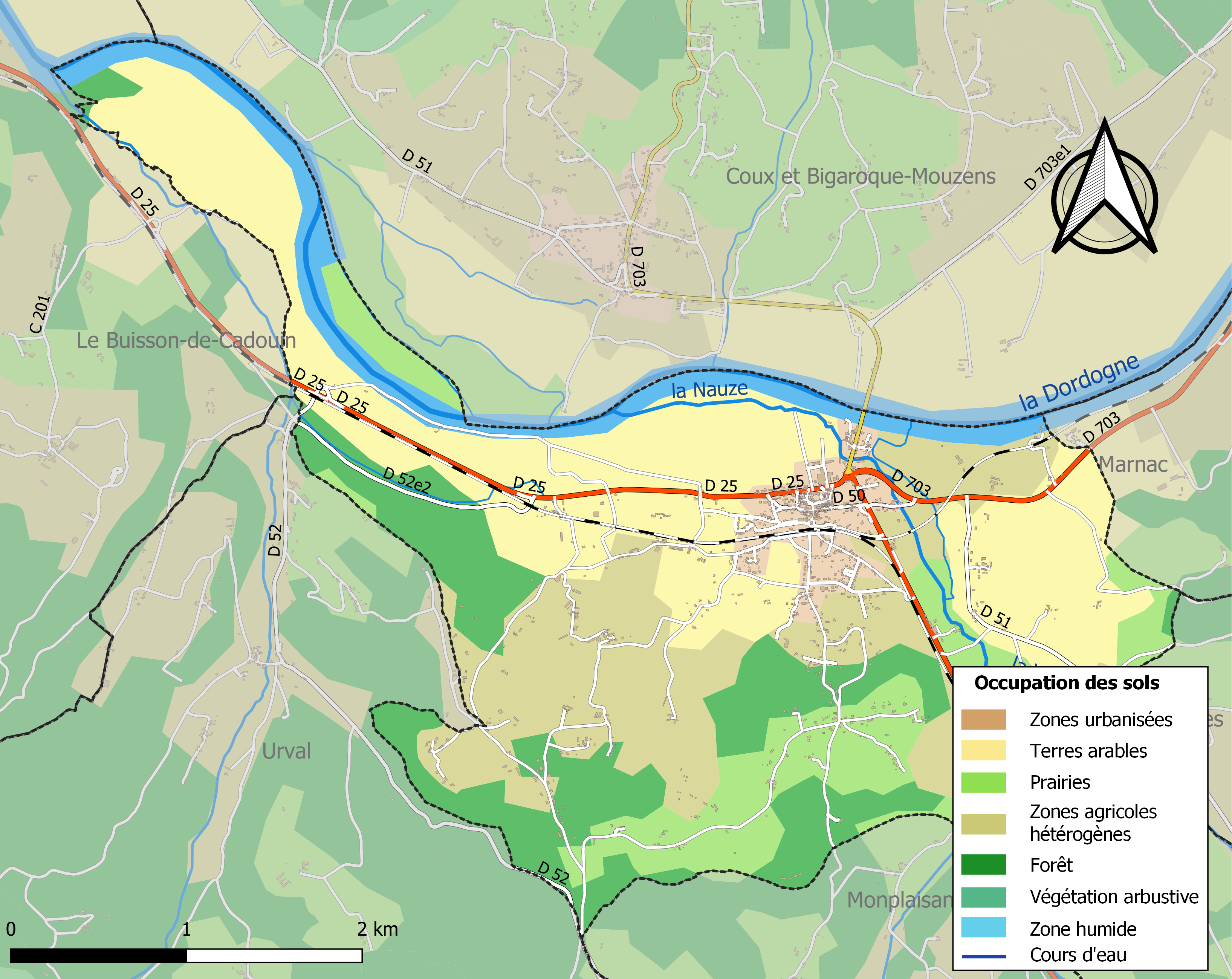
Carte des infrastructures et de l'occupation des sols de la commune en 2018 (CLC).

### Prévention des risques
Le territoire de la commune de Siorac-en-Périgord est vulnérable à différents aléas naturels : météorologiques (tempête, orage, neige, grand froid, canicule ou sécheresse), inondations, feux de forêts, mouvements de terrains et séisme (sismicité très faible). Il est également exposé à un risque technologique, la rupture d'un barrage. Un site publié par le BRGM permet d'évaluer simplement et rapidement les risques d'un bien localisé soit par son adresse soit par le numéro de sa parcelle.

#### Risques naturels
Certaines parties du territoire communal sont susceptibles d’être affectées par le risque d’inondation par débordement de cours d'eau, notamment la Dordogne, la Nauze et la Vallée. La commune a été reconnue en état de catastrophe naturelle au titre des dommages causés par les inondations et coulées de boue survenues en 1982, 1990, 1993, 1996, 1999, 2008, 2011 et 2021,. Le risque inondation est pris en compte dans l'aménagement du territoire de la commune par le biais du plan de prévention des risques inondation (PPRI) de la « vallée de la Dordogne amont »  approuvé le 15 avril 2011, pour les crues de la Dordogne,.
Siorac-en-Périgord est exposée au risque de feu de forêt. L’arrêté préfectoral du 14 mars 2013 fixe les conditions de pratique des incinérations et de brûlage dans un objectif de réduire le risque de départs d’incendie. À ce titre, des périodes sont déterminées : interdiction totale du 15 février au 15 mai et du 15 juin au 15 octobre, utilisation réglementée du 16 mai au 14 juin et du 16 octobre au 14 février. En septembre 2020, un plan inter-départemental de protection des forêts contre les incendies (PidPFCI) a été adopté pour la période 2019-2029,.

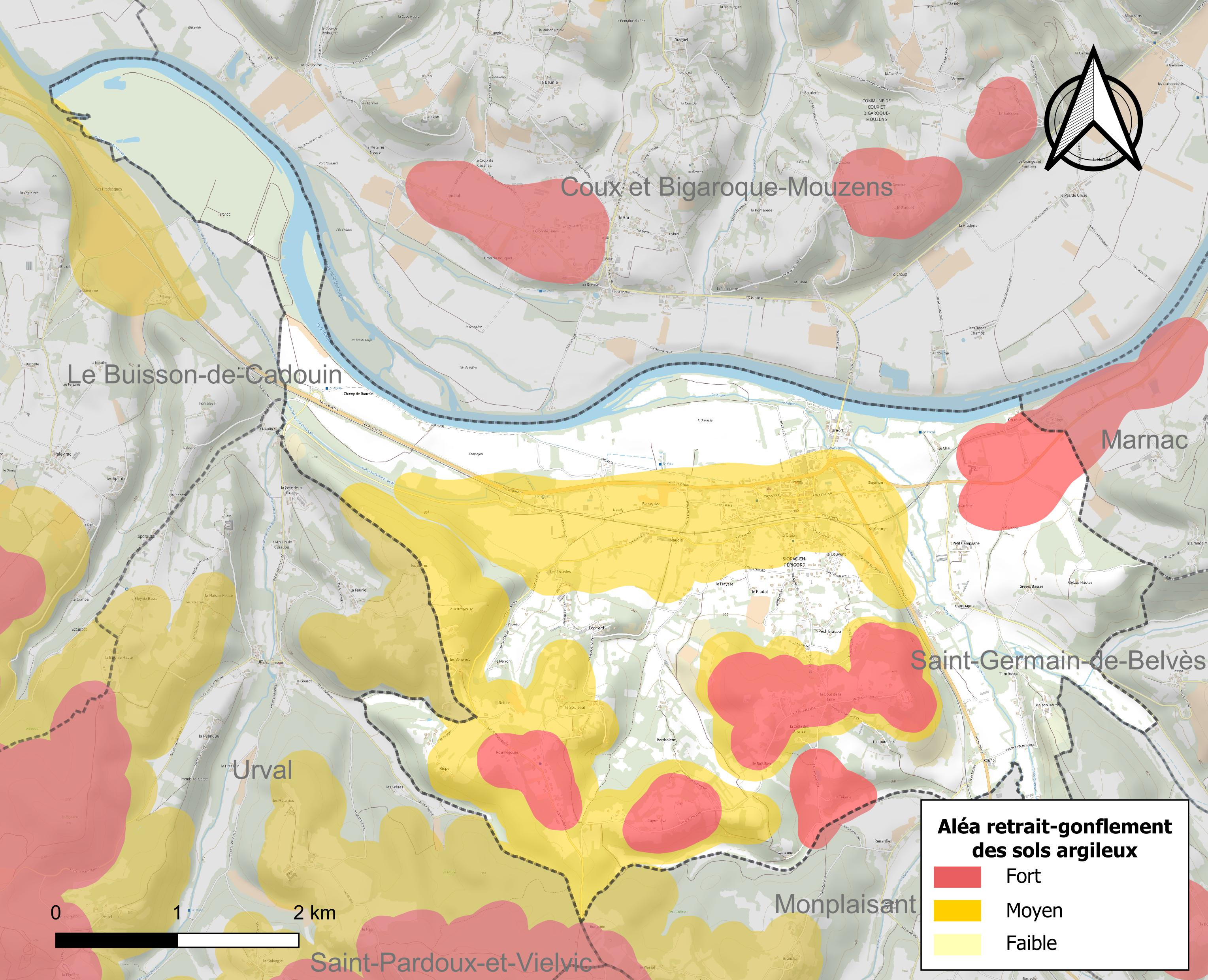
Carte des zones d'aléa retrait-gonflement des sols argileux de Siorac-en-Périgord.

Les mouvements de terrains susceptibles de se produire sur la commune sont des tassements différentiels. Le retrait-gonflement des sols argileux est susceptible d'engendrer des dommages importants aux bâtiments en cas d’alternance de périodes de sécheresse et de pluie. 43,5 % de la superficie communale est en aléa moyen ou fort (58,6 % au niveau départemental et 48,5 % au niveau national métropolitain). Depuis le 1er octobre 2020, en application de la loi ÉLAN, différentes contraintes s'imposent aux vendeurs, maîtres d'ouvrages ou constructeurs de biens situés dans une zone classée en aléa moyen ou fort,.
La commune a été reconnue en état de catastrophe naturelle au titre des dommages causés par la sécheresse en 2019 et par des mouvements de terrain en 1999.

#### Risque technologique
La commune est en outre située en aval du barrage de Bort-les-Orgues, un ouvrage de classe A situé dans le département de la Corrèze et faisant l'objet d'un PPI depuis 2009. À ce titre elle est susceptible d’être touchée par l’onde de submersion consécutive à la rupture de cet ouvrage.

## Toponymie
En occitan, la commune porte le nom de Sieurac de Perigòrd.
Sur la planète Mars, en mars 2021, l'une des cibles d'analyses poussées effectuées sur un affleurement rocheux par l'astromobile Curiosity de la NASA, est baptisée d'après la commune.

## Histoire
Le 11 mars 1923, le conseil municipal de la commune de « Siorac-et-Fongauffier », dans le canton de Belvès, constate que la commune est également souvent nommée « Siorac-de-Belvès » et que cela provoque d'importants retards dans l'acheminement des correspondances du fait de confusions. Il demande que le nom de la commune soit changé en « Siorac-en-Périgord ». Dans sa séance du 25 avril, le conseil général de la Dordogne adopte cette proposition à la suite de l'avis favorable du directeur des Postes et Télégraphes et du Préfet,. Le 22 novembre 1923, la commune de « Siorac-et-Fongauffier » est autorisée par décret à modifier son nom pour prendre celui de « Siorac-en-Périgord ».

## Politique et administration

### Rattachements administratifs
Dès 1790, la commune a été rattachée au canton de Belvès qui dépendait du district de Belvès jusqu'en 1795, date de suppression des districts. Le canton de Belvès est ensuite rattaché en 1800 à l'arrondissement de Sarlat (devenu l'arrondissement de Sarlat-la-Canéda en 1965).

### Intercommunalité
Fin 1994, Siorac-en-Périgord intègre dès sa création la communauté de communes de la Vallée de la Dordogne. Celle-ci est dissoute au 31 décembre 2013 et remplacée au 1er janvier 2014 par la communauté de communes Vallée de la Dordogne et Forêt Bessède.

### Administration municipale
La population de la commune étant comprise entre 500 et 1 499 habitants au recensement de 2017, quinze conseillers municipaux ont été élus en 2020,.

### Liste des maires

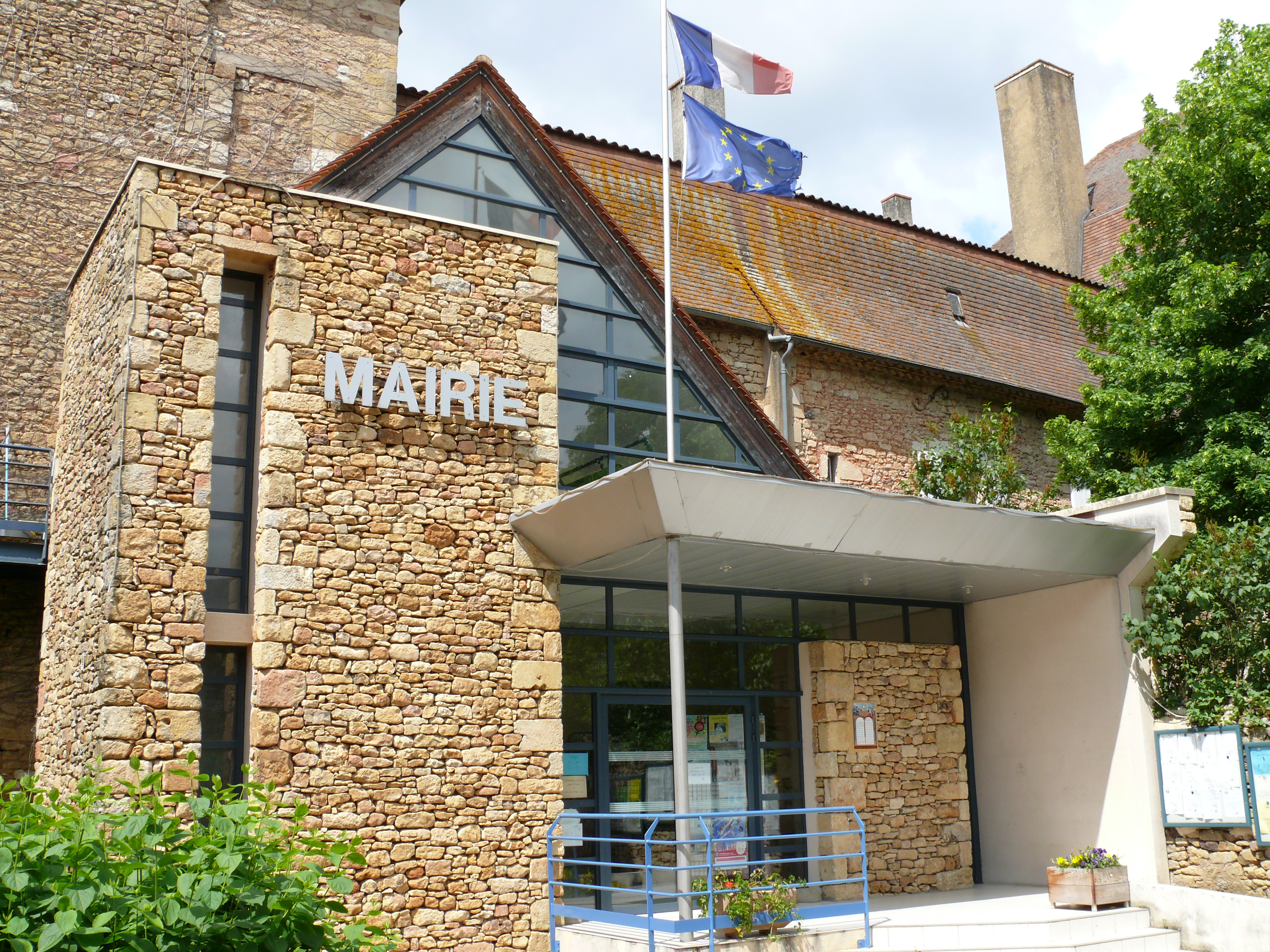
La mairie dans le château de Siorac.

| Période                                  | Période   | Identité           | Étiquette | Qualité |
| ---------------------------------------- | --------- | ------------------ | --------- | ------- |
| Les données manquantes sont à compléter. |           |                    |           |         |
|                                          |           |                    |           |         |
| septembre 1994                           | mars 2016 | Jean-Pierre Riehl, | PS        | Médecin |
| mars 2016 (réélu en mai 2020)            | En cours  | Didier Roques      |           |         |

## Équipements et services publics

### Justice
En 2023, dans le domaine judiciaire, Siorac-en-Périgord relève : 
- du tribunal de proximité de Sarlat-la-Canéda ;
- du tribunal judiciaire, du tribunal pour enfants, du conseil de prud'hommes et du tribunal de commerce de Bergerac ;
- du pôle Nationalité du tribunal judiciaire de Périgueux (compétent uniquement dans le domaine de la nationalité) ;
- de la cour d'appel et de la  cour administrative d'appel de Bordeaux.

## Population et société

### Démographie
L'évolution du nombre d'habitants est connue à travers les recensements de la population effectués dans la commune depuis 1793. Pour les communes de moins de 10 000 habitants, une enquête de recensement portant sur toute la population est réalisée tous les cinq ans, les populations de référence des années intermédiaires étant quant à elles estimées par interpolation ou extrapolation. Pour la commune, le premier recensement exhaustif entrant dans le cadre du nouveau dispositif a été réalisé en 2008.

En 2022, la commune comptait 1 079 habitants, en évolution de +2,96 % par rapport à 2016 (Dordogne : +0,37 %, France hors Mayotte : +2,11 %).
| 1793  | 1800  | 1806 | 1821 | 1831  | 1836  | 1841  | 1846  | 1851  |
| ----- | ----- | ---- | ---- | ----- | ----- | ----- | ----- | ----- |
| 1 045 | 1 004 | 906  | 930  | 1 163 | 1 280 | 1 308 | 1 377 | 1 363 |

| 1856  | 1861  | 1866  | 1872  | 1876  | 1881  | 1886  | 1891  | 1896  |
| ----- | ----- | ----- | ----- | ----- | ----- | ----- | ----- | ----- |
| 1 292 | 1 275 | 1 282 | 1 216 | 1 245 | 1 285 | 1 244 | 1 153 | 1 090 |

| 1901  | 1906  | 1911  | 1921 | 1926 | 1931 | 1936 | 1946 | 1954 |
| ----- | ----- | ----- | ---- | ---- | ---- | ---- | ---- | ---- |
| 1 105 | 1 040 | 1 026 | 837  | 853  | 818  | 877  | 835  | 785  |

| 1962 | 1968 | 1975 | 1982 | 1990 | 1999 | 2006 | 2008  | 2013  |
| ---- | ---- | ---- | ---- | ---- | ---- | ---- | ----- | ----- |
| 807  | 784  | 793  | 863  | 904  | 893  | 982  | 1 005 | 1 022 |

| 2018  | 2022  | - | - | - | - | - | - | - |
| ----- | ----- | - | - | - | - | - | - | - |
| 1 057 | 1 079 | - | - | - | - | - | - | - |

## Économie

### Emploi
En 2015, parmi la population communale comprise entre 15 et 64 ans, les actifs représentent 384 personnes, soit 37,0 % de la population municipale. Le nombre de chômeurs (63) a augmenté par rapport à 2010 (61) et le taux de chômage de cette population active s'établit à 16,4 %.

### Établissements

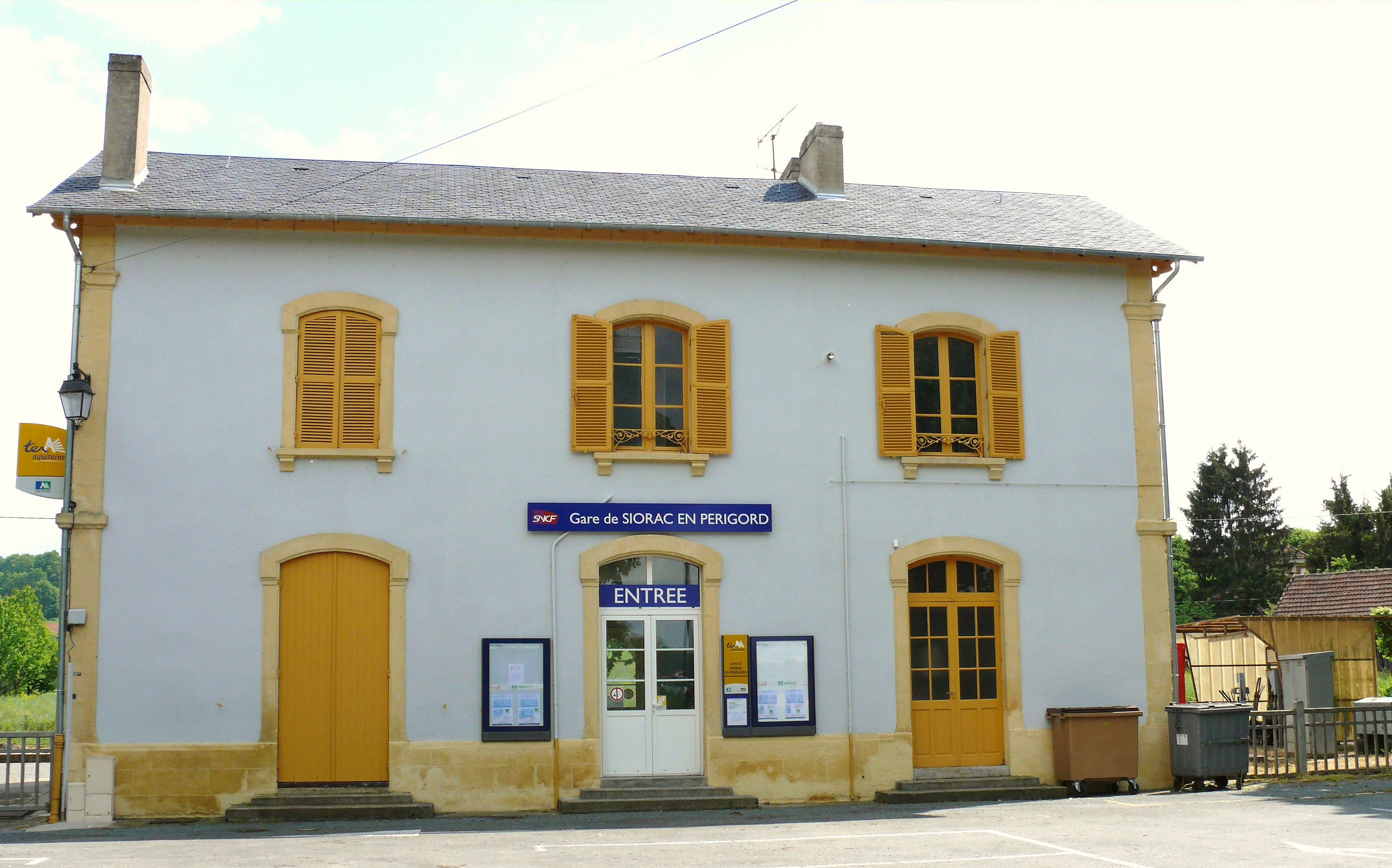
La gare ferroviaire.

Au 31 décembre 2015, la commune compte 127 établissements, dont 79 au niveau des commerces, transports ou services, vingt dans la construction, treize relatifs au secteur administratif, à l'enseignement, à la santé ou à l'action sociale, neuf dans l'industrie, et six dans l'agriculture, la sylviculture ou la pêche.

### Entreprises
Dans le secteur du commerce, parmi les entreprises dont le siège social est en Dordogne, la société « Crilodis » (supermarché) implantée à Siorac-en-Périgord se classe en 48e position quant au chiffre d'affaires hors taxes en 2015-2016, avec 13 021 k€.

## Culture locale et patrimoine

### Lieux et monuments

#### Patrimoine civil
- Le pont de Siorac[72] fut érigé sous le Second Empire. Il fut livré à la circulation en 1857. Au début ses usagers étaient des clients. Il fallait acquitter un péage. Fort heureusement, cet ouvrage est rapidement devenu accessible sans droit de passage. Il est implanté très légèrement en amont de l'ancien gué. 
Il supplanta, en son temps, plusieurs ouvrages plus vulnérables emportés par le courroux du fleuve. Placé sous la protection de la Vierge, sa bienveillante surveillante, ou grâce au génie civil de ses constructeurs, ce pont n'a pas subi les caprices dévastateurs du cours d'eau qui, depuis plus d'un demi-siècle, sont atténués par les barrages, notamment ceux d'Argentat et de Bort-les-Orgues.
- Le château du Moyen Âge a été construit à Siorac vers 1100. Le château étant en ruines, il a été acheté par les de Lavalle vers 1810 et reconstruit avec les mêmes pierres médiévales, seule la tour n'a pas été refaite mais un toit a été installé au-dessus de celle-ci. Le château a été racheté ensuite par les Bargines vers 1885 qui sont devenus les Panek, vivant toujours à l'endroit où était le château (le château se trouvant juste en face de la mairie).
- Le château de Siorac[73] date du XVIIIe siècle. C'est un logis à deux niveaux entre deux pavillons à trois niveaux. Les toits sont brisés et couverts de tuiles et ne comportent pas de lucarnes.
Le château a été construit sur les ruines d'un ancien repaire noble détruit au cours des guerres de religion. Il a longtemps appartenu à la famille de la Verrie de Siorac, comte de Vivans.
- Dolmen de Cayre Leva, au sud de Siorac, près du hameau de Cayre Leva et de la route de Cayre Leva[74].

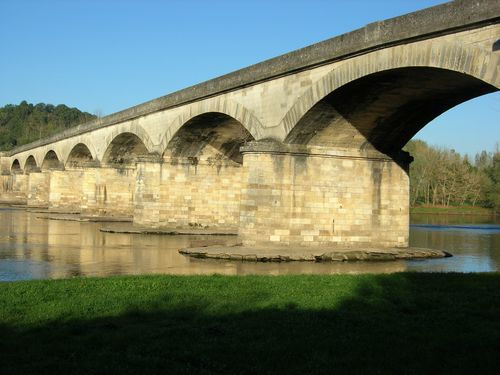
Le pont de Siorac.
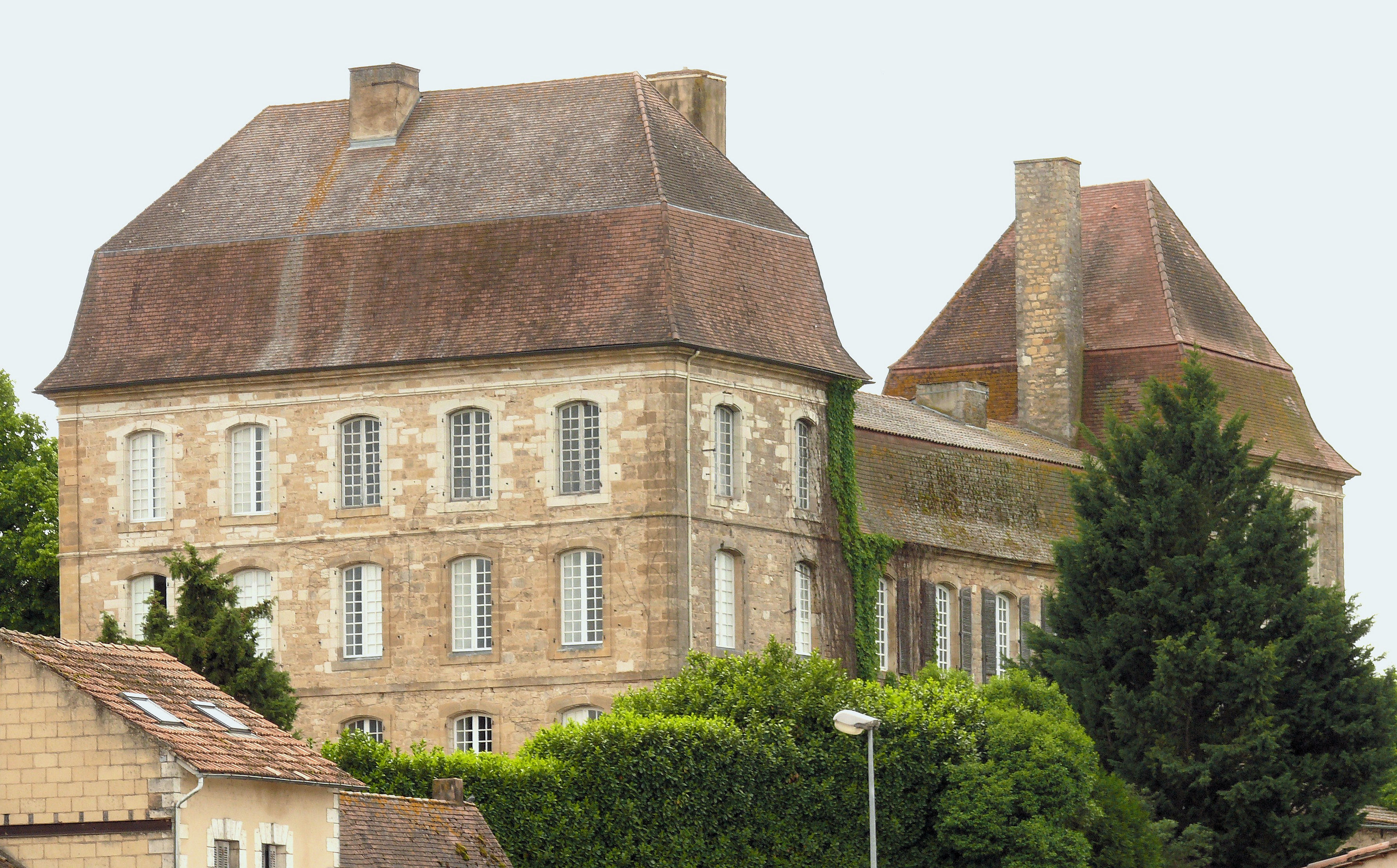
Le château de Siorac.

#### Patrimoine religieux
- L'église Saint-Pierre-ès-Liens[75],[76]. La première église date de 1143. L'évêque de Périgueux la donne en 1199 à l'abbaye de La Grande-Sauve. Elle est détruite pendant la guerre de Cent Ans en ne laissant que quelques moellons à la base de l'église actuelle. Reconstruite dans le style gothique, elle est brûlée par les troupes protestantes du vicomte de Turenne. Elle est réparée au début du XVIIe siècle. Les quatre co-seigneurs de Siorac ont fait réaliser les quatre chapelles qui devaient servir pour leurs sépultures.
Trois cloches ont été installées dans l'église : la plus grosse en 1764, les deux autres datent de 1839 et 1840. Verrières de Jean Besseyrias et d'Antoine Bernard.
Jusqu'en 1900, le cimetière entourait l'église.
L'horloge et l'électrification datent de 1954.

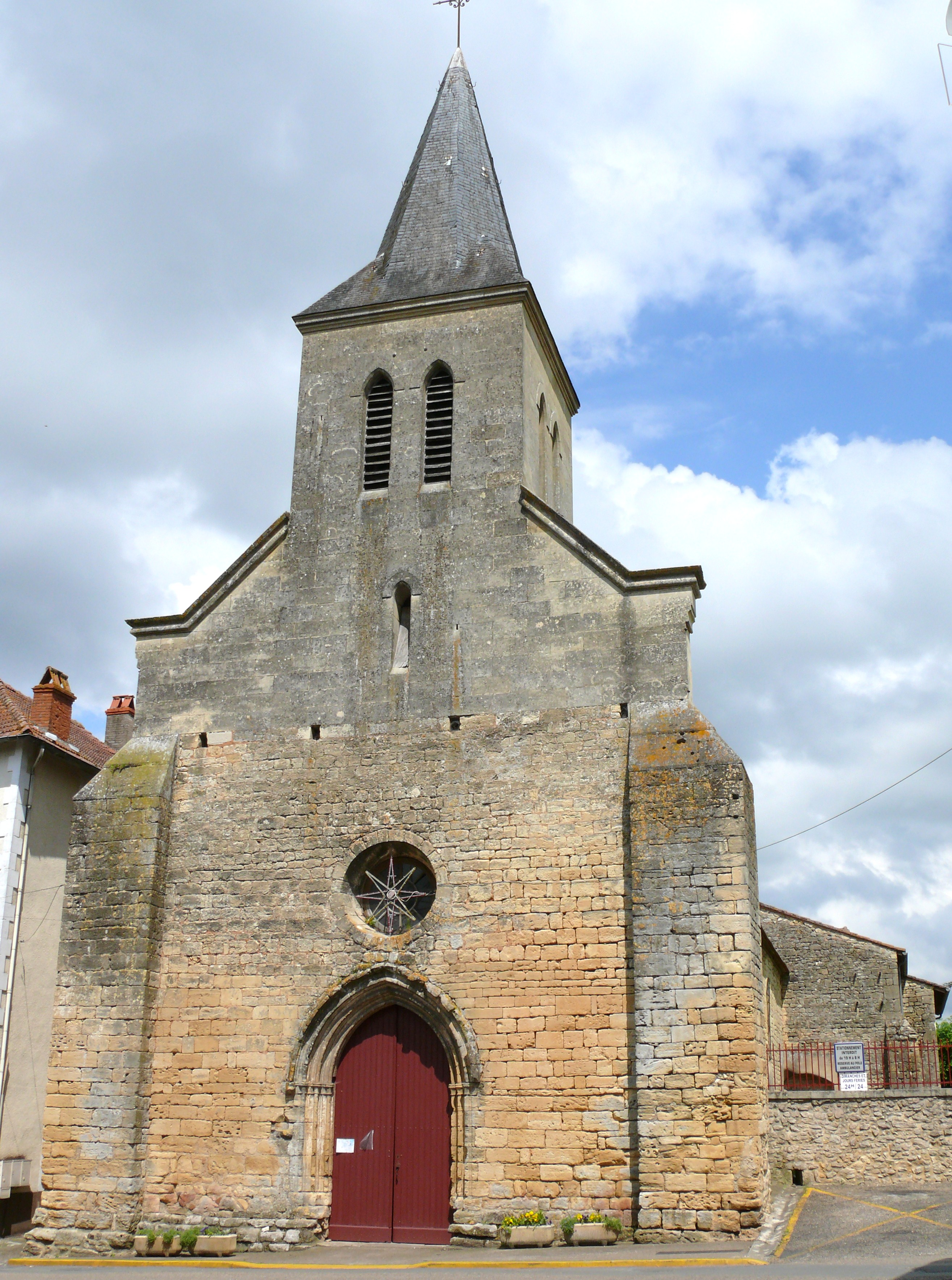
L'église Saint-Pierre-ès-Liens.
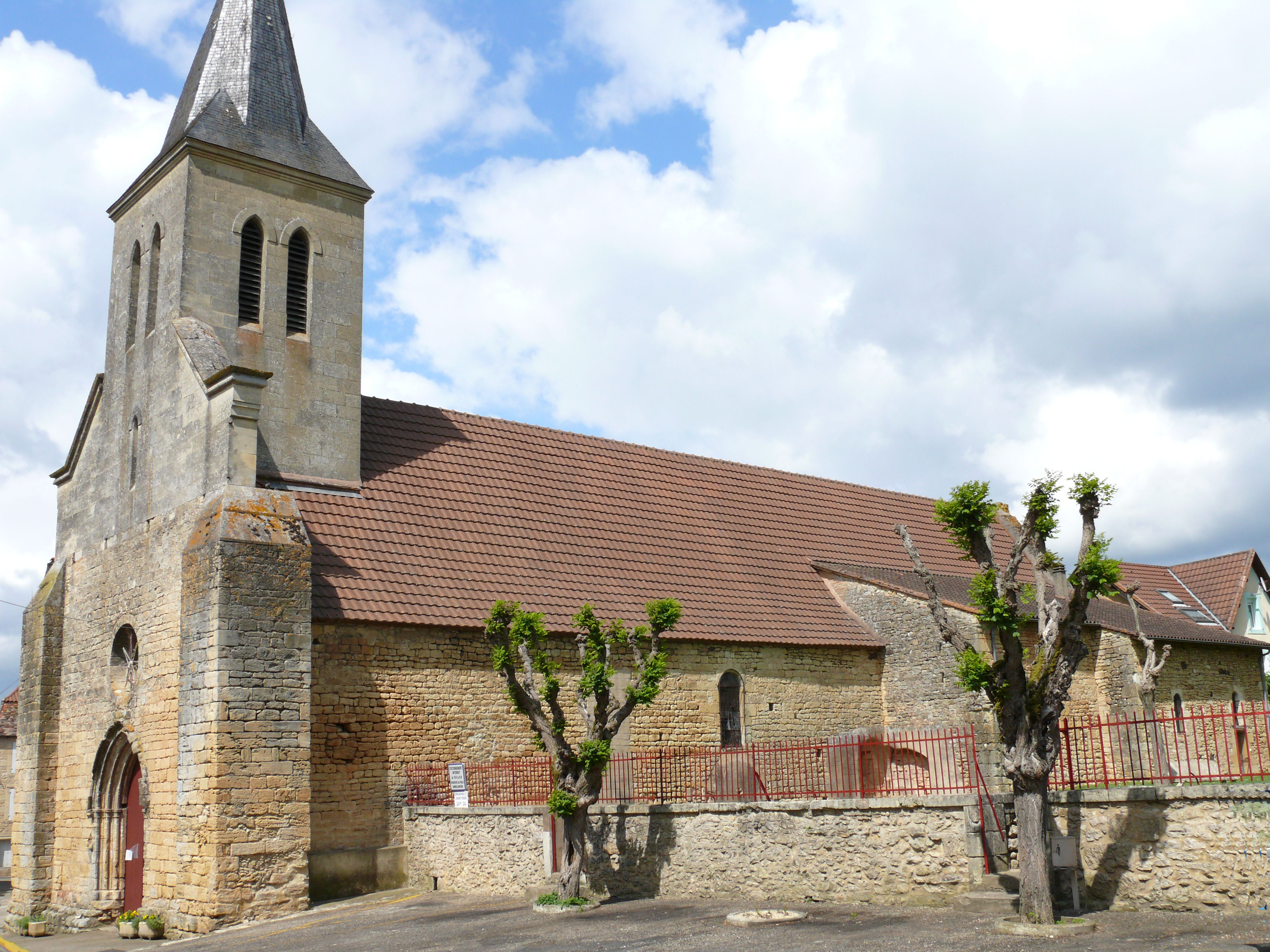
L'église Saint-Pierre-ès-Liens.
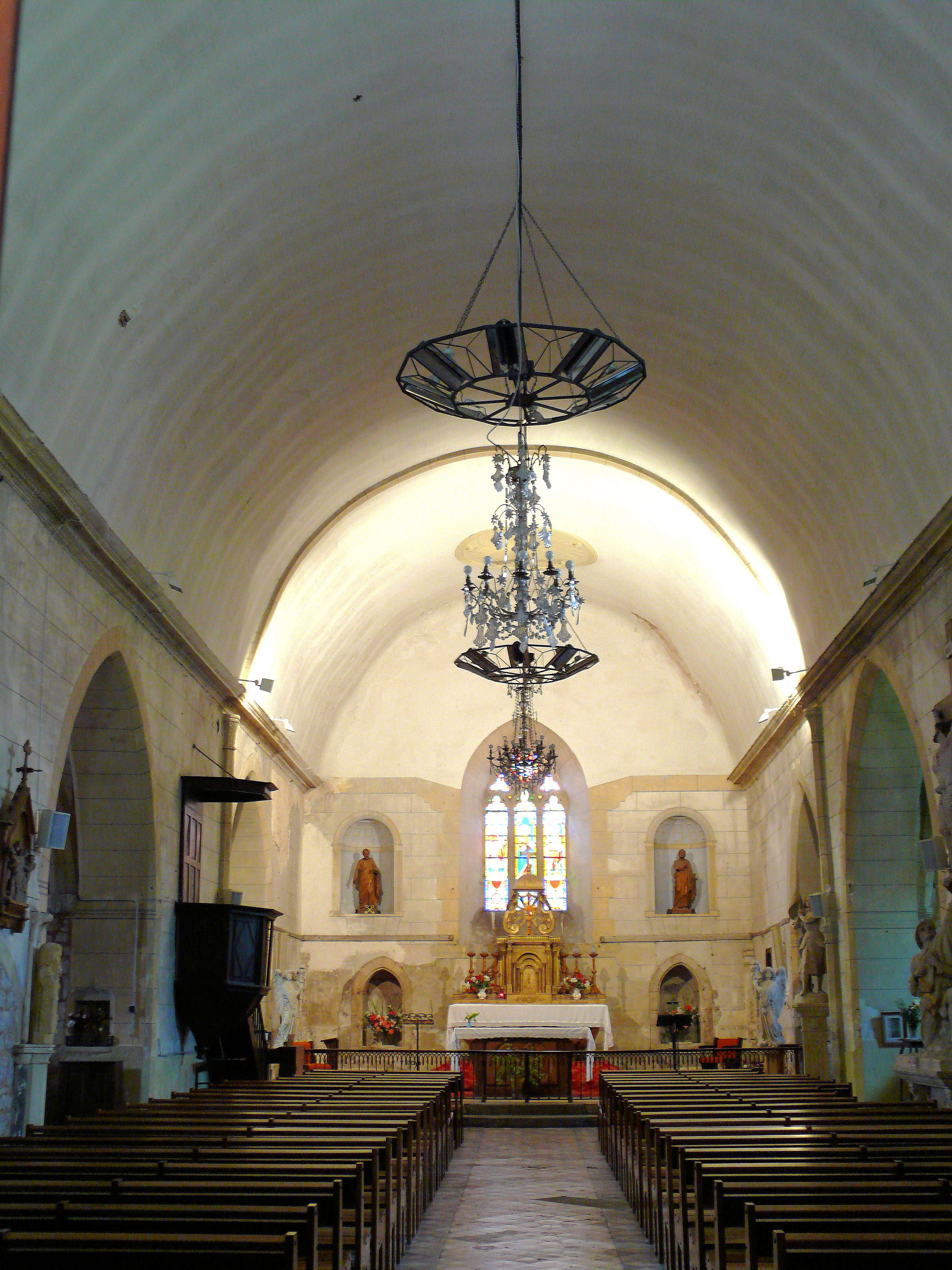
La nef de l'église.

### Personnalités liées à la commune
- Jean de Sireuil, capitaine Sireuil, capitaine du régiment de Picardie, fils bâtard de François de Sireuil, frère de Jean II de Sireuil, co-seigneur de Siorac, légitimé par lettre du roi Henri III de décembre 1583. Du mariage de Jean de Sireuil avec Françoise d'Abzac de la Douze est née Marie de Sireuil, dame de Siorac, mariée en 1598 à Pons du Lion de Belcastel. Marie de Sireuil a donné le quart de la seigneurie de Siorac au capitaine Sireuil, son cousin bâtard, qui la lui a restituée par son testament du 12 septembre 1616[77].
- Élie Creyssensac, né le 17 octobre 1896 à Siorac-en-Périgord, armurier et fabricant de compresseurs d'air, il a fondé la société Creyssensac en 1934[78].
- Robert Merle (1908-2004), a écrit Fortune de France, une fresque historique en 13 volumes qu'il a située à Siorac au début du récit (tome 1).
- Benjamin Delrieux (1991-) : conseiller régional de Nouvelle-Aquitaine élu depuis 2015 (réélu en 2021), réfèrent du Périgord noir. Conseiller municipal de Siorac-en-Périgord à l'issue des élections de 2014 puis de 2020.

### Héraldique
| Blason de Siorac-en-Périgord | Blason  | Parti : au 1er d'azur aux chaines d'or passées en croix, sautoir et orle, au 2e de gueules au lion d'or surmonté de deux étoiles d'argent. |
| Blason de Siorac-en-Périgord | Détails | Le statut officiel du blason reste à déterminer.                                                                                           |

## Pour approfondir